# 宮建築設計
株式会社宮建築設計（みやけんちくせっけい）は、本社が徳島にある組織系建築設計事務所。四国で最大の設計事務所となる。官公庁の仕事から民間の仕事まで多種の業務を行っている。

## 沿革
- 1976年 - 宮建築設計事務所、「徳島本社」創設
- 1996年 - 株式会社宮建築設計、改組、資本金1000万円
- 1996年 - 株式会社宮建築設計、「鳴門支店」設立
- 2007年 - 株式会社宮建築設計、「大阪支店」設立
- 2008年 - 株式会社宮建築設計、「東京営業所」設立
- 2008年 - 資本金3000万円に増資
- 2011年 - 株式会社宮建築設計、「東京本店」設立

## 主な作品
- 吉野川ハイウェイオアシス設計
- 徳島県立文書館設計
- 石垣空港実施設計
- 岩国空港事務所庁舎設計
- 大阪高等裁判所耐震診断
- 京都家庭裁判所耐震診断
- 来島海峡海上交通センター耐震診断
- 徳島地方裁判所耐震診断